# Roztwór do dializy otrzewnowej

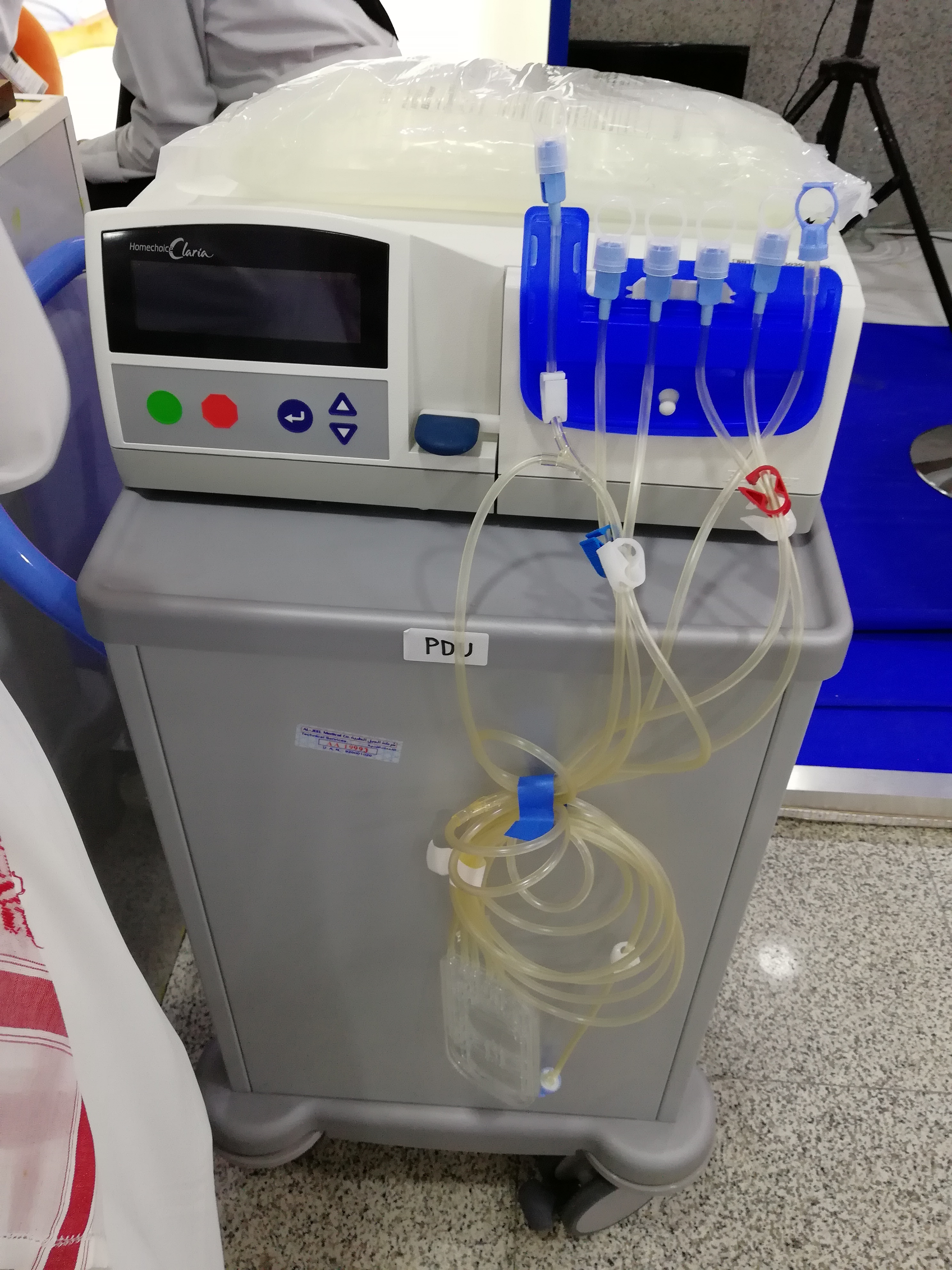
Aparat do automatycznej dializy otrzewnowej (ADO) z założonym zestawem dializacyjnym.

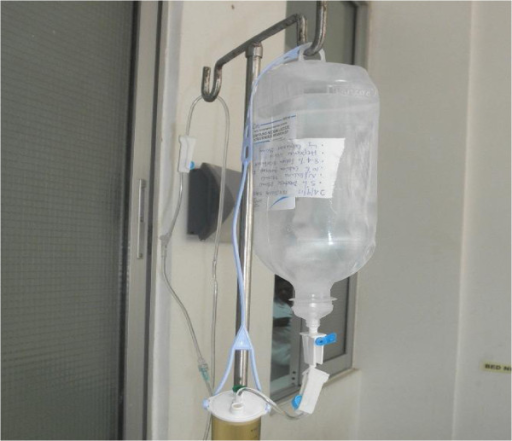
Zaimprowizowany zestaw do ciągłej ambulatoryjnej dializy otrzewnowej (CADO)

Roztwór do dializy otrzewnowej in. płyn do dializy otrzewnowej – roztwór zawierający środek osmotyczny, roztwór buforowy oraz elektrolity, mający zastosowanie w leczeniu niewydolności nerek za pomocą dializy otrzewnowej. 

## Skład  i mechanizm działania
Dializa otrzewnowa odbywa się na zasadzie dyfuzji zgodnej z gradientem stężeń roztworów, jednakże zmniejsza ją zarówno opór naczyń otrzewnej jak i wielkość  cząsteczek.  Roztwór do dializy otrzewnowej jest hiperosmolarny względem osocza krwi i woda zgodnie gradientem stężeń roztworów przechodzi do jamy otrzewnowej. Jako środek osmotycznie czynny stosowana jest glukoza (dekstroza) w stężeniu 1,5–4,25%, jej polimer ikodekstryna lub też aminokwasy. Roztwór zawierający polimery glukozy został wprowadzony w celu zwiększenia objętości ultrafiltratu w długich wymianach płynu, natomiast zawierający aminokwasy w celu poprawy odżywienia dializowanych chorych. Regulację równowagi kwasowo-zasadowej zapewnia dodatek mleczanów, które są metabolizowane w osoczu do wodorowęglanu sodu, co zapewnia ich stałą dyfuzję. Natomiast w roztworach opartych na glukozie dodawany jest kwas solny w celu zapobiegania procesom karmelizacji podczas sterylizacji. W skład roztworu wchodzą następujące elektrolity: sód, wapń i magnez. Stężenie sodu jest niższe niż w osoczu i wynosi 132–134 mmol/l (132–134 mEq/l) w celu zapobieżenia odwodnieniu i hipernatremii. Stężenie wapnia jest równe lub nieco wyższe niż stężenie zjonizowanego wapnia w osoczu i wynosi zwykle 1,25–1,75 mmol/l (2,5–3,5 mEq/l); wapń jest dodawany celem zapobiegania wzrostu wydzielania parathormonu. Pomimo dostępności komercyjnych roztworów w sytuacji nagłej lub w razie ich braku jego ekwiwalent może zostać sporządzony w aptece szpitalnej.

## Roztwory izotoniczne i hipertoniczne
Pod względem osmolalności roztwory dzielą się na hipertoniczne oraz izotoniczne, które są uważane za bardziej biozgodne. Standardowe roztwory zawierają duży ładunek glukozy, bufor mleczanowy, są hiperosmolarne, mają kwaśny odczyn oraz znaczną zawartość produktów degradacji glukozy (GDP), natomiast roztwory biozgodne mają wyższe pH oraz zredukowaną zawartość produktów degradacji glukozy. Na podstawie przeprowadzonej metaanalizy (2013) stwierdzono, że płyny biozgodne powodują mniejszy ból przy podawaniu do jamy otrzewnowej, istnieje możliwość, że mają efekt ochronny na nerki oraz wiążą się z mniejszą liczbę incydentów zapalenia otrzewnej, natomiast mają wyższy koszt i być może zmniejszają ultrafiltrację.

## Zastosowanie
Wskazania do dializy otrzewnowej:
- ostra niewydolność nerek
- przewlekła choroba nerek
- ciężkie przewodnienie
- ciężkie zaburzenia równowagi kwasowo-zasadowej
- zatrucie lekami podlegającymi dializie, jeżeli nie można zastosować alternatywnych metod leczenia.

Dobór konkretnego roztworu do dializy otrzewnowej jest zależny od wskazania, w którym jest wykonywana.
Roztwór do dializy otrzewnowej znajduje się na wzorcowej liście podstawowych leków Światowej Organizacji Zdrowia (WHO Model Lists of Essential Medicines) (2017).
Roztwór do dializy otrzewnowej jest dopuszczony do obrotu w Polsce (2018).

## Działania niepożądane
Roztwory do dializy otrzewnowej mogą powodować następujące odległe działania niepożądane: hiperglikemia, hiperlipidemia oraz zmiany strukturalne w otrzewnej. 